# فيليب غيليسبي
فيليب غيليسبي (23 أكتوبر 1975 في أستراليا - ) (بالإنجليزية: Phillip Gillespie)‏ هو لاعب كريكت أسترالي.

## وصلات خارجية
- فيليب غيليسبي على موقع إي آس بي آن كريك إنفو (الإنجليزية)